# Liste des îles de Hordaland

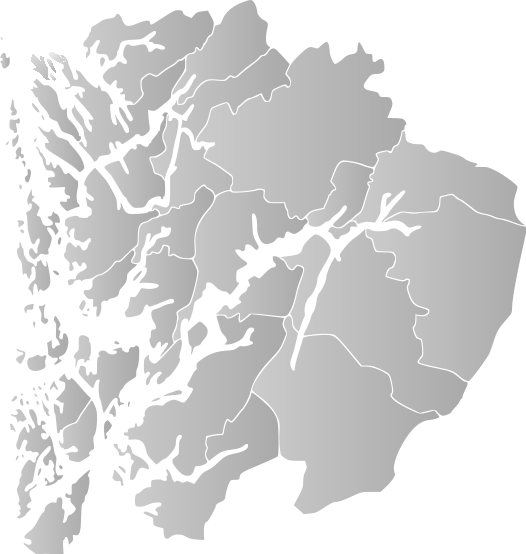
îles de Hordaland

Cet article recense les îles de l'ancien comté de Hordaland en Norvège, elles font désormais partie du comté de Vestland.

## Méthodologie
La liste suivante organise les îles par la kommune à laquelle elle est rattachée. Elle n'inclut pas les îles des lacs.
Certaines îles peuvent posséder plusieurs orthographes. De façon générale, le norvégien utilise les suffixes suivants :
- -ø
- -øy
- -øya
- -øyno
- -skjær
- -skjer

## Liste

### Askøy

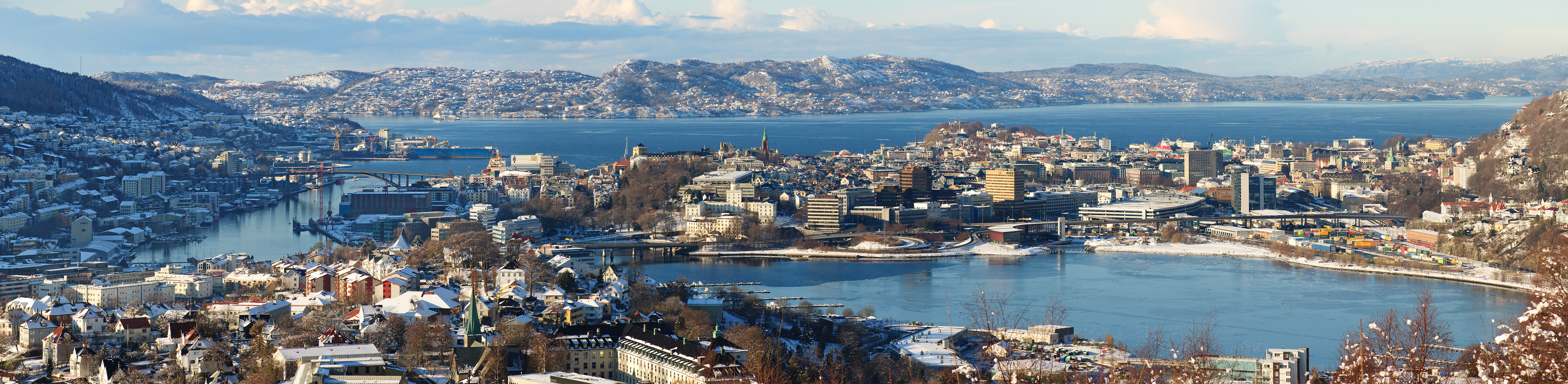
Vue d'Askøy en arrière-plan, derrière le centre de Bergen.

- Agnesholmane
- Litla Agnøy
- Stora Agnøy
- Apalholmen
- Askøy
- Basholmen
- Basholmsskjeret
- Bekkeskjeret
- Nordre Berlandsholmen
- Berlandsøyna
- Bollen
- Bollholmane
- Bratten
- Bukkholmen
- Båtholmen
- Litla Børøyna
- Stora Børøyna
- Eikvågholmen
- Ertenøyane
- Flatholmen
- Flena
- Florvågskjeret
- Florvågøyna
- Flosundholmen
- Færøyna
- Geitholmen
- Gommen
- Gulbrandsøyna
- Guleskjeret
- Guleskjeri
- Gullskjeret
- Gulskjeret
- Hansholmen
- Hanøyni
- Hauglandsøy
- Herdla
- Hillesøyna
- Hjelmen
- Hjelmeskjæret
- Hjeltaskjeret
- Nordre Holmen
- Søre Holmen
- Horsøy
- Håholmen
- Håpoldøyna
- Høgholmen
- Hønsene
- Jakobsøyna
- Jekteviksholmen
- Kallsøykalven
- Kallsøyna
- Kalven
- Kjuasteinholmen
- Kjuasteinskjæret
- Kjæringa
- Kleppsskjera
- Knektholmen
- Kobbeholmen
- Krabbeskjeret
- Kristofferholmen
- Krossholmen
- Krossundholmen
- Krækjebærholmen
- Krækjebærskjæra
- Kvernane
- Kvitholmane
- Laksholmen
- Indre Laksholmen
- Ytre Laksholmen
- Lamholmen
- Lamøyna
- Langeskjeret
- Langøyna
- Store Langøyni
- Litla Lauvøyna
- Stora Lauvøyna
- Lindholmen
- Lisløyna
- Lisstraumholmen
- Litlalangøyna
- Lykleøyna
- Lyngholmen
- Låsbu
- Marholmen
- Maurholmen
- Midtøyna
- Myrbærholmen
- Myrbærskjeret
- Måseskjeret
- Naustøyna
- Parisholmane
- Pollskjæret
- Prestholmen
- Purkholmen
- Ramsøy
- Randeskjeret
- Raunholmen
- Ringskjeret (Askøy)
- Risholmen
- Indra Risholmen
- Ytra Risholmen
- Risøyna
- Nordra Rotøyna
- Midtre Rotøyna
- Søre Rotøyna
- Røbberholmane
- Sandskjera
- Skarven
- Skarveskjera
- Skarvøyna
- Vestre Skjersholmen
- Skogholmen
- Skorpo
- Skotnesholmane
- Store Skotnesholmen
- Slottet
- Smalnesskjæret
- Småholmane
- Småholmen
- Småskjeret
- Småvær
- Nordre Smørsjøholmen
- Søndre Smørsjøholmen
- Smørøskjo
- Steinsundskjera
- Storholmen
- Storoksen
- Storøyna
- Straumholmen
- Straumsnesholmane
- Synnøyna
- Tinnholmen
- Torvholmen
- Litla Trettøyna
- Stora Trettøyna
- Turiholmen
- Vadi
- Vardøyna
- Vollen
- Ytstøyna
- Åløyholmen

### Austevoll
- Albrugsneset
- Anfisholmen
- Arholmen
- Austreholmen
- Baberholmen
- Litle Bakholmen
- Store Bakholmen
- Vestre Bakholmen
- Bergsholmen
- Bjellandsøya
- Bjånesøya
- Store Bjørn
- Bleika
- Bleiken
- Bleikjo
- Blænesøya
- Bodholmen
- Brattholmen
- Breidvikskjeret
- Brennholmane
- Nordre Brødrene
- Buerholm
- Buholmen
- Buseholmen
- Butersholmen
- Austre Drevskjæra
- Vestre Drevskjæra
- Drøno
- Dåsholmen
- Eidholmen
- Nordre Eidholmen
- Litle Eidholmen
- Eikholmen
- Elljarnet
- Englamarkskaget
- Erdalskjæret
- Erholmen
- Fangholmen
- Flatholmen
- Flatøy
- Flatøya
- Litla Flatøya
- Stora Flatøya
- Flatøyskjæret
- Florsskjær
- Flossholmen
- Austre Fluholmen
- Vestre Fluholmen
- Fugleøya
- Furen
- Furuholmen
- Galten
- Litle Galten
- Geiløy
- Geitholmen
- Geitøy
- Indre Gjenga
- Ytre Gjenga
- Gjengene
- Grautaskjær
- Greipingen
- Grøningen
- Gulaskjeret
- Gulholmskjær
- Gåaholmen
- Heggevikskjær
- Helgeskjeret
- Austre Hesthagen
- Vestre Hesthagen
- Hestholmane
- Hettingen
- Hevringen
- Hevrøy
- Hillerøya
- Hjartholmen
- Hjørneskjæret
- Hjørneskjæret / Jørneskjeret
- Horgekalven
- Horgekalvskjæret
- Horgo
- Huftarøy
- Hundvåkøy
- Håbrandsøya
- Håvardsholmen
- Høgholmen
- Høgholmen (Austevoll)
- Indreholmen
- Indreøya
- Kaggehaugen
- Kaggen
- Austre Kaggeskjær
- Vestre Kaggeskjær
- Kalsundholmen
- Kalvanesholmane
- Kamsøya
- Kasholm
- Katteskjæret
- Kjeholmen
- Kjerholmen
- Kjuklingane
- Kjøpmannsholmen
- Klammerholmen
- Klovning
- Klungerholmen
- Kobbevågsholmen
- Krabbaholmen
- Krabbhausane
- Krabbhausen
- Krassholmen
- Kriksholmen
- Krossøya
- Kubbeholmane
- Kubbholmen
- Kubbholmen (Hillerøya)
- Kulperosskjæra
- Kumløya
- Kuøya
- Kuøybleika
- Kvaløya
- Kviksholmen
- Kvitingen
- Kvitingsskjær
- Kyrholmen
- Kyrkjeskjær
- Lambholmen
- Lambøyskjæret
- Lammebleika
- Lamøya (Lamøyosen)
- Lamøya (Ospøya)
- Lange-Bleika
- Langholmen (Ytterøya)
- Langøy
- Nordre Langøy
- Søre Langøy
- Langøybleika
- Langøykalven
- Larsaskjeret
- Laugarøy
- Litle Laugarøy
- Lauvholmen
- Leiarholmen
- Nordre Leiarholmen
- Søre Leiarholmen
- Leidholmen
- Lindholmen
- Litlalunnøyboen
- Litlaskjeret
- Litle-Bleika
- Litlekalsøy
- Litle Lundøy
- Lundøykalven
- Lunnøy
- Lynghevrøya
- Lynghevrøyholmen
- Lyngholmen (Austevoll)
- Lyngholmen (Lundøya)
- Lyrskaret
- Marholmen (Austevoll)
- Mariholmen
- Store Marstein
- Litle Marstein
- Matvåraskjær
- Middagsholmen
- Midtskjeret
- Mittrevikholmen
- Moteskjæret
- Myrbærholmen (Austevoll)
- Mælaren
- Møkster
- Mågabolet
- Indre Mågabøl
- Vestre Mågabøl
- Måksteinane
- Måksteinholmen
- Narøya
- Nautøya
- Nesjaklubben
- Store Netholmen
- Litle Netholmen
- Nordstaskjeret
- Notskjær
- Ospøya
- Ospøyskjeret
- Palmøy
- Høge Paraksholmen
- Flate Paraksholmen
- Pirholmen
- Pjagen
- Plystrene
- Prestnesholmen
- Pårholmen
- Nordre Ramsholmen
- Søre Ramsholmen
- Raudholmane
- Ringholmen
- Ringskjeret
- Risøya
- Nordre Rongen
- Rongestraumkyllaren
- Rosmunnholmen
- Rostøy
- Rulteholmen
- Ryggholmen
- Saltkjerholmane
- Sandholmen
- Sandsundholmen
- Sandtorv
- Seglholmen
- Seiholmen
- Litle Seiskjær
- Midtre Seiskjær
- Store Seiskjær
- Selbjørn
- Senga
- Sjåholmen
- Sjøbuholmen
- Skarten
- Skarveskjær
- Store Skarveskjær
- Litle Skarveskjær
- Skarveskjæret
- Skibmannskjær
- Skinbrokeskaget
- Skjærskaget
- Skolten
- Skora
- Austre Skoro
- Vestre Skoro
- Store Skorpa
- Litle Skorpa
- Skorpaskjæret
- Skverslingen
- Skårholmen
- Skårøya
- Slotterøy
- Småholmane
- Småskjær
- Snabbøksa
- Spissøya
- Srengla
- Stareskjæret
- Steinholmane
- Austre Stille
- Vestre Stille
- Stokkholmane
- Stokkholmbleika
- Stollsøya
- Stolmen
- Storekalsøy
- Storholmen
- Storholmen (Stronkeneset)
- Storsøya
- Straumsøya
- Stussholmen
- Stålhatten
- Ståløya
- Svartaskjeret
- Svarteskjeret
- Svarteskjæret
- Sveinane
- Svinakalven
- Sværslingen
- Sætraholmen
- Søre-Bleika
- Tagholmen
- Tarangsskjær
- Teinholmane
- Terneskjeret
- Ternholmen
- Tindaskjær
- Tipateskjæret
- Nordre Tobbeholmane
- Søre Tobbeholmane
- Tonaskjær
- Torholmen
- Torkelskjær
- Torkjelskjeret
- Torsteinskyrkjene
- Store Tova / Tovo
- Litle Tova / Tovo
- Tovo
- Litla Tovo
- Stora Tovo
- Trettholmen
- Trollholmen
- Trælsøya
- Trælsøykalven
- Uteløa
- Valeholmen
- Indre Vandersholm
- Vestre Vandersholm
- Vandersholmbleikene
- Vardholmen
- Vestbøholmen
- Vågholmen
- Ytstholmen
- Ytterøya
- Øvende Skjær
- Austre Åkerøy
- Vestre Åkerøy
- Vestre Åkrøyskjær
- Åsholmane

### Austrheim
- Fosnøy

### Bergen
- Austre Austnesholmen
- Vestre Austnesholmen
- Blia
- Litla Bogøyna
- Bulderholmen
- Dråttninga
- Dukholmen
- Dysjaholmen
- Nordre Egdholmen
- Søre Egdholmen
- Austre Eidsholmen
- Vestre Eidsholmen
- Eidsvågholmane
- Fanaholmen
- Flataskjeret
- Flatevossen
- Flatøyna
- Fleslandsskjeret
- Fløsholmen
- Nordre Fuglaskjeret
- Søre Fuglaskjeret
- Furevikholmen
- Gabrielsholmen
- Grasholmen
- Litle Grunnasundholmen
- Store Grunnasundholmen
- Grøteidholmen
- Gulaskjeret
- Gullskjeret
- Havnaholmen
- Herøy
- Austre Husanesholmen
- Vestre Husanesholmen
- Høgevossen
- Jaktaskjeret
- Kalandsholmen
- Kalvholmen
- Kaninholmen
- Kattholmen
- Kjeøyna
- Klokkholmen
- Kongshavnsholmen
- Krokaholmen
- Kuholmen
- Kvalen
- Laksholmen
- Lamholmen
- Langøyna
- Litleholmen
- Lyngholmen
- Store Løholmen
- Litle Løholmen
- Mariholmen
- Marmorøyen
- Måkeskjæret
- Notabuskjeret
- Olaholmen
- Olavikholmen
- Olavikskjeret
- Ormøyna
- Litla Ospøyna
- Ospøyni
- Pålsholmen
- Raunane
- Raunholmen
- Rishavnholmen
- Salbuholmen
- Seløyna
- Senholmen
- Skjenholmane
- Slåttholmen
- Småholmen (Bergen)
- Spikaren
- Nordre Steinskjeret
- Søre Steinskjeret
- Stendaholmen
- Storaskjeret
- Storholmen
- Storhusholmen
- Storøya
- Svartaskjeret
- Litle Svartholmen
- Store Svartholmen
- Svedneholmen
- Såteviksholmen
- Tertnesskjera
- Tretteskjeret
- Trollholmen
- Træsholmen
- Ulvøyna
- Vardholmen
- Vågsholmane
- Årholmen
- Åsaholmen

### Bømlo

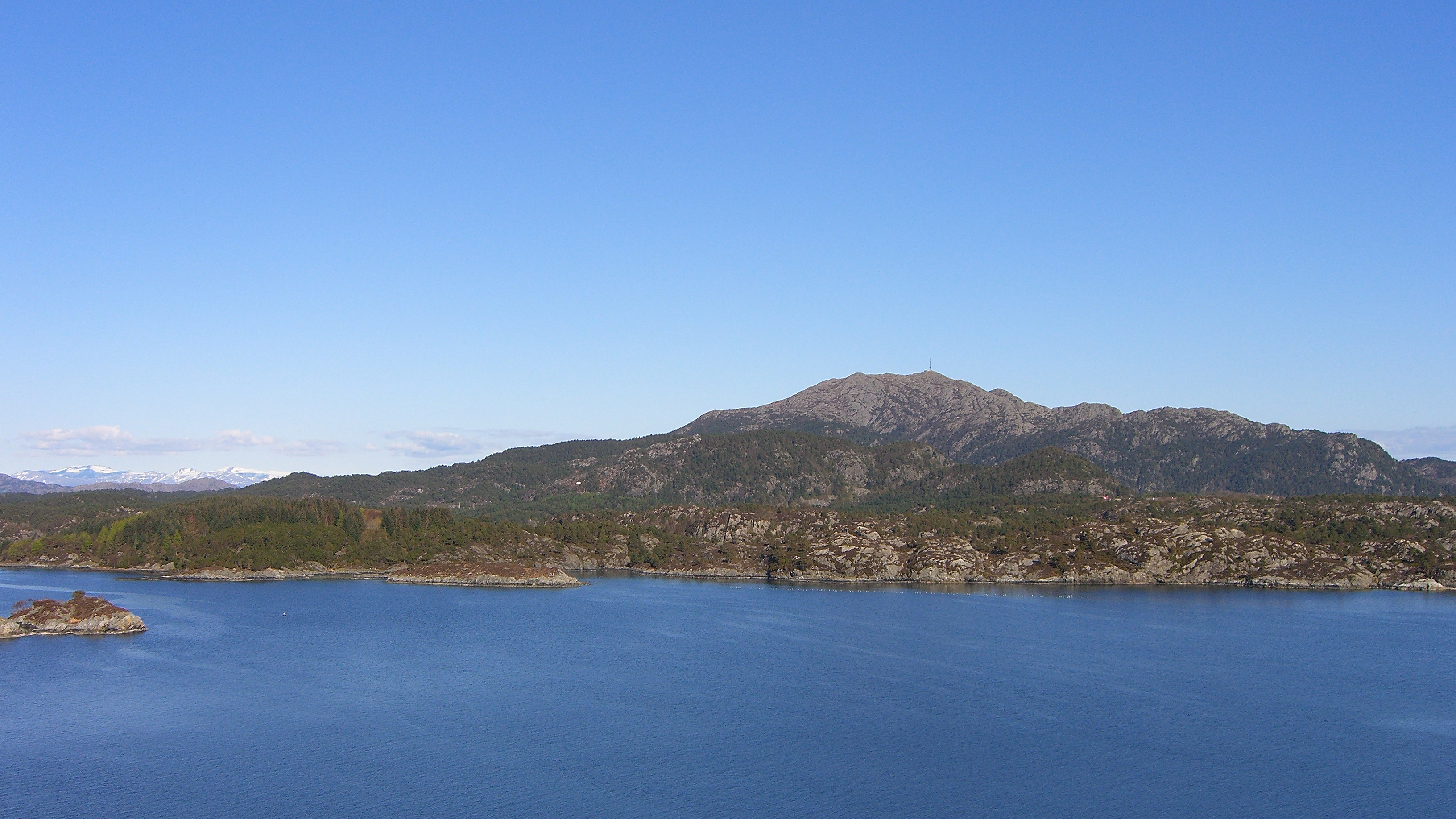
Siggjo, point culminant de Bømlo.

- Aga
- Agasystra
- Akselholmen
- Aksteinsholmen
- Almenakken
- Andersbleikja
- Angasholmane
- Arholmen
- Askhusholmen
- Avløypet
- Bergjaholmen
- Bjørnøya
- Bleikja
- Litla Bleikja
- Stora Bleikja
- Bleikjene
- Blåkinn
- Lille Brattholmen
- Store Brattholmen
- Brattøya
- Brekkholmen
- Brenneholmen
- Brennholmen
- Litla Brennøy
- Stora Brennøy
- Brøkholmane
- Brømenholmen
- Brømsundholmen
- Bukkaskjeret
- Bukkholmen
- Litla Bukkøy
- Stora Bukkøy
- Bukkøya
- Byklumpane
- Bylauparen
- Bømlaungen
- Bømlo
- Børøya
- Båableikja
- Båaskjeret
- Danemark
- Danemarkskjeret
- Djupvågsbleikja
- Drevsundholmen
- Dørøy
- Eggvær
- Espelandsholmen
- Espevær
- Nordre Fiskholmen
- Flaska
- Nordre Flaska
- Søre Flaska
- Nordra Flataskjer
- Søra Flataskjer
- Flataskjeret
- Flatholmen
- Flatøya
- Fleskøya
- Folderøyholmen
- Fureholmen
- Galgeitholmen
- Gangvadskjeret
- Geitaholmen
- Geitung
- Geitøya
- Søra Gissøya
- Nordra Gissøya
- Gisøya
- Gloadungsøya
- Goddeholmen
- Nordra Goddeskjeret
- Stora Goddeskjeret
- Vestra Goddeskjeret
- Goddo
- Grunnasundsholmen
- Grutleskjeret
- Gryta
- Guleholmen
- Guleskjeret
- Gullholmen
- Gulo
- Gunnarskjeret
- Gåslandsholmen
- Hamnbleikja
- Hamnøya (Bømlo)
- Hansableikjene
- Hansaholmen
- Hansaskjeret
- Hanshovdeholmen
- Hardingholmen
- Harpeflua
- Hespriholmen
- Store Hestholmen
- Litle Hestholmen
- Hestøya
- Hilleren
- Austra Hillesøya
- Hiskholmen
- Hiskhove
- Hiskjo
- Hisøya
- Litle Hjartholmen
- Store Hjartholmen
- Hjeltaholmen
- Holsøyane
- Hovdaholmen
- Hovsøya
- Hovsøykalven
- Hågardsholmane
- Håskru
- Håsundbleikja
- Høga bleikja
- Høgeholmen
- Nordre Høgeholmen
- Søre Høgeholmen
- Høna
- Indreskjeret
- Irsholmane
- Jansholmane
- Jarnholmen
- Indre Jarnnagleholmen
- Ytste Jarnnagleholmen
- Johansholmen
- Joøya
- Jøringen
- Jørnholmane
- Kalavågsholmen
- Kalven
- Kaperskjeret
- Karlableikja
- Katlaskjera
- Kattaholeholmane
- Kattholmen (Bømlo)
- Kjeholmane
- Litle Kjeholmen
- Store Kjeholmen
- Kjerringholmen
- Kjerringskjeret
- Kjøpholmen
- Litla Klakksøy
- Stora Klakksøy
- Austra Klammerøya
- Vestra Klammerøya
- Klekkjesteinane
- Kleppen
- Litle Klovningen
- Store Klovningen
- Klovskjeret
- Klovøya
- Klubbaskjera
- Klubben
- Klubbholmen
- Klumsholmen
- Klungerbleikjene
- Klytterholmen
- Kobbaskjeret
- Koløya
- Komløya
- Korlo
- Kornholmen
- Krakkholmen
- Kremmarholmen
- Søra Kringskjeret
- Nordra Kringskjeret
- Litle Krossholmen
- Store Krossholmen
- Kråkeneset
- Kråkeskjeret
- Kubbholmen
- Kvaløya
- Kvaløykalven
- Austre Kvernaholmen
- Vestre Kvernaholmen
- Kvitingen
- Kyrholmen
- Kyrkjeholmen
- Laksaklubben
- Laksholmane
- Laksholmetærene
- Lamholmen
- Langableikja
- Langaskjeret
- Langeholmen
- Langholmen
- Nordre Langholmen
- Søre Langholmen
- Langøya
- Larsholmen
- Laurdagsskjeret
- Lauvholmen
- Legøya
- Lindøya
- Litlanesholmen
- Lutableikene
- Nordre Lyklingholmen
- Søre Lyklingholmen
- Lille Lyngstilla
- Store Lyngstilla
- Lyngsvo
- Lyngsvoskjeret
- Lyngsøya
- Lyngøya
- Lyngøykalven
- Lyngøyskjera
- Lyraholmen
- Låtersøya
- Austre Marholmane
- Vestre Marholmane
- Marlaukeholmen
- Marlaukholmane
- Mattisholmen
- Melene
- Metøya
- Midtholmen
- Midtøya
- Migemaurholmen
- Moltholmen
- Mortasundholmen
- Moster
- Myrbærholmen
- Måkesteinen
- Måsholmen
- Store Nappaholmen
- Ltile Nappaholmen
- Naustbleikja
- Nautøya
- Nautøykalven
- Nautøyskjeret
- Nesjaholmen
- Nordavindsholmen
- Nordholmen
- Nordøya
- Nordøyane
- Notaholmen
- Nordre Notaholmen
- Nyvingane
- Oddøyholmen
- Oksøya
- Oksøyskallen
- Oksøyskjeret
- Olvondo
- Onglavikbleikja
- Litle Onglavikbleikja
- Orrøya
- Osparøya
- Søra Ospøy
- Nordra Ospøy
- Otterøya
- Parakholmen
- Perskapet
- Purlaukbleikja
- Pustaren
- Pålsholmbleikja
- Pålsholmen
- Ramsholmen
- Rappholmen
- Raskjeften
- Raudholmane
- Raunholmen
- Reimersholmen
- Reimersskjera
- Remalsholmen
- Nordre Rinaldsholmen
- Søre Rinaldsholmen
- Litla Risøy
- Stora Risøy
- Risøya
- Roaldsholmane
- Roaldsøya
- Rongkalsøy
- Rogøy
- Rolvsnes
- Romsholmen
- Rundøya
- Rutsøya
- Rutsøyskjeret
- Ryggen
- Røyrøya
- Samningsøya
- Sandsundsholmen
- Sauøya
- Seiskjeret
- Selsøy
- Sengene
- Sildasundholmen
- Sjøbuholmen
- Skardholmen
- Nordre Skardholmen
- Søre Skardholmen
- Skarvaskjera
- Skarvaskjeret
- Skarvskjeret
- Nordre Skipaholmen
- Søre Skipaholmen
- Skjeldaskjeret
- Skorholmskjeret
- Skotningen
- Skotningskalven
- Skvettebleikjene
- Slagøya
- Slagøyskjera
- Slåtterøya
- Småboane
- Småskjera
- Sogøya
- Sogøyklubben
- Soløya
- Soløyholmen
- Spannsholmbleikjene
- Spannsholmen
- Store Spannsholmen
- Litle Spannsholmen
- Spissøy
- Steinane
- Steinskjeret
- Nordra Stoløy
- Søra Stoløy
- Storeholmen
- Storholmen
- Storseihola
- Straumsholmen
- Straumøya
- Strussøya
- Stutaholmen
- Stålhuva
- Størsholmen
- Svanabekkholmen
- Svartaøya
- Svarteskjera
- Svarteskjeret
- Svartholmen
- Svartøya
- Søra Svartøya
- Nordra Svartøya
- Sveinane
- Søra Svinøya
- Nordra Svinøya
- Svoo
- Indre Svortlandsbleikja
- Ytre Svortlandsbleikja
- Sæingen
- Nordre Sæingsbleikja
- Søre Sæingsbleikja
- Sæverudsøy
- Sølvøyane
- Sønnøya
- Sørøya
- Ternebleikja
- Austra Terneskjer Søra
- Nordra Terneskjer
- Tjuvholmen
- Tjørnholmen
- Torgersholmen
- Torgjo
- Torolvskjeret
- Toska
- Toskebleikjene
- Totsholmen
- Tovo
- Trettebleikja
- Trettholmen
- Litle Trettholmen
- Trettholmskjeret
- Trollholmen
- Tungeholmen
- Tuvesundsholmen
- Litla Ulvesøya
- Stora Ulvesøya
- Upsøya
- Upsøykalven
- Utfadet
- Utnørdingen
- Utsletteøya
- Utslættøya
- Vadholmen
- Vadøya
- Vardableikja
- Vardholmen
- Vardnesholmen
- Veøy
- Vierholmen
- Vikøya
- Vindklovholmen
- Vornesholmen
- Vågholmen
- Våtahove
- Litla Våtahovudet
- Stora Våtahovudet
- Ylvesøya
- Ærholmen
- Ærøya
- Ærøybleikene
- Ådneskjeret
- Ådnesøya
- Ånableikja
- Åsholmen

### Etne
- Tedneholmen
- Holmane
- Terneskjær
- Nesvåghomane
- Håleholmen
- Peparen
- Skåno
- Trønskenesfluno
- Storholmen
- Mortveitskjeret
- Brattholmen
- Taraldsøya
- Nautaskjer
- Vikaholmen
- Litleholmen
- Holmaseidholmen
- Veaholmen
- Melandsholmen

### Fedje
- Argen
- Burøyna
- Dubleskjeret
- Ekreskjeret
- Fedje
- Store Fiskholmen
- Fiskholmeskjeret
- Flatholmen
- Flatholmeskjeret
- Nordre Flotten
- Flåskjeret
- Stora Frilsøyna
- Lisla Frilsøyna
- Store Geitungen
- Lisle Geitungen
- Grisholmen
- Grisholmskjeret
- Gudmundskjeret
- Hatlenipen
- Hellesøyna
- Hellesøyskjeret
- Hellsøyna
- Holmengrå
- Hovden
- Lisla Håfluskjeret
- Stora Håfluskjeret
- Islendingane
- Islendingskjeret
- Nordra Karijelto
- Stora Karijelto
- Kjøholmen
- Klovane
- Store Klovningane
- Langa skjeret
- Nordra Leieskjeret
- Søra Leieskjeret
- Lepsøyna
- Liaskjeret
- Ljøsøyskjeret
- Nordre Lyngholmen
- Søre Lyngholmen
- Lyngholmeskjeret
- Lyngmågøyna
- Moldøyholmen
- Moldøyna
- Mulen
- grøna Mågøyna
- Ytsta Mågøyskjeret
- insta Mågøyskjeret
- Navarskjeret
- Nordøyna
- Nordøyskjeret
- Nåla
- Oksen
- Ringeskjeret
- Rognholmen
- Sandholmeklunnem
- Sandholmen
- Siriholmen
- Skarvøyna
- Skjeret
- Austra Slissøyna
- Vestra Slissøyna
- Smiholmen
- Småklovningane
- Suleskjeret
- Svartskjeret
- Store Sverslingane
- Litle Sverslingane
- Teieskjeret
- Teistenakken
- Terneskjera
- Vardeskjeret
- Æskjeret

### Fitjar

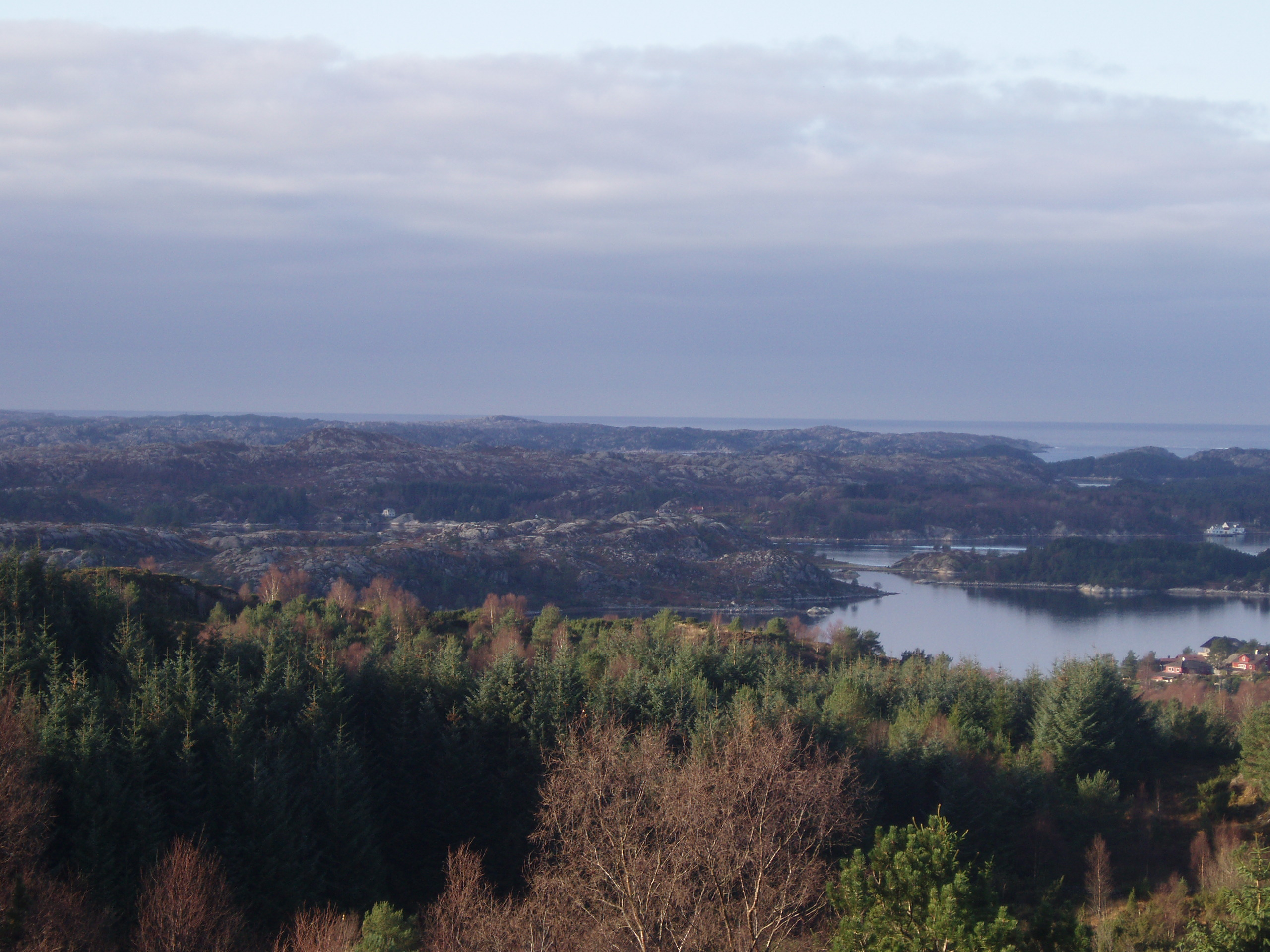
Les Fitjarøyene depuis Storhaugen.

- Arholmen
- Arneholmen
- Avløypeskjeret
- Avløypet
- Bakkableikjene
- Bleikjene (Færøya)
- Bleikjene (Rossnes)
- Bleikjene (Rundeholmen)
- Bondeholmen
- Brendeholmen
- Broka
- Bukkholmen
- Bårdholmen
- Dyrholmen
- Dåsholmen
- Eggholmen
- Søra Eggholmskjeret
- Nordra Eggholmskjeret
- Eggøya
- Eidøya
- Litla Eldøy
- Stora Eldøy
- Engesund
- Eriksholmen
- Flaten
- Flatholmen
- Flatøy
- Fonno
- Foreholmen
- Fureholmen
- Færøya
- Litla Færøya
- Galtane
- Gloppholmen
- Grunnasundsholmane
- Gulebleikjene
- Hamnaholmen
- Hanøya
- Hatt-Olableikjene
- Nordre Hellandsholmen
- Søre Hellandsholmen
- Hellandskjeret
- Hermannsholmen
- Hjelmen
- Hyseholmen
- Håbåholmen
- Håskjer
- Ivarsøy
- Kjelholmen
- Kjempeholmen
- Klamsholmen
- Klamsøya
- Klungerholmen
- Stora Knottholmen
- Koløy
- Kråkeholmen
- Kvakholmen
- Lamholmen
- Landfasteholmen
- Langaskjeret
- Langeholmen
- Langøya
- Langøybleikjene
- Lauvholmen
- Leiarholmen
- Litleholmen
- Madsaholmen
- Matløyso
- Nattarøya
- Nesholmen
- Notableikja
- Notaklubben
- Osableikja
- Ospene
- Piløya
- Pissemaurbleikjo
- Porsholmen
- Pålsstoveholmen
- Raudholmane
- Rumpeholmen
- Rundeholmen
- Sauholmen
- Selevikskjeret
- Sigleavløypet
- Nordre Sigleskjeret
- Søre Sigleskjeret
- Siglo
- Litla Siglo
- Silkebærbleikja
- Litle Sjøbuholmen
- Skarvaskjeret
- Skatholmen
- Nordre Skipsholmen
- Søre Skipsholmen
- Skvetten
- Slotteskjeret
- Slåttholmen
- Smedaholmen
- Midtre Storevikholmen nordre
- Søre Storevikholmen
- Storholmen
- Straumøya
- Straumøybleikjene
- Svartaskjeret
- Svelto
- Svinsundskjeret
- Sølvbelteholmen
- Tangableikja
- Teistholmen
- Teløyna
- Tinnsholmen
- Torsdagsøy
- Torvbleikjene
- Tranøya
- Trehaugsbleikja
- Trollholmen
- Tverdarøy
- Lille Urdøya
- Store Urdøya
- Vassøy
- Vistvikholmen
- Ålforo

### Fjell - Nouvelle commune d'Øygarden
- Algrøyna
- Alvøy
- Anfinnskjeret
- Avløypskjeret
- Baket
- Søra Barmesundet
- Basholmen
- Bildøy / Bildøyna
- Bjorøy / Bjorøyna
- Bleikeskjeret
- Bleikskjera
- Bollholmen
- Bombholmen
- Brakholmen
- Bramsholmane
- Brattholmen
- Store Brattholmen
- Breiholmen
- Brendholmen
- Bruaskjeret
- Buarøyna
- insta Buarøyna vestra
- Midt Buarøyna
- Buholmen
- Bålholmen
- Dalholmen
- Djupålsøyna
- Duøyna
- Dynnestakken / Dydnestakken
- Dyrøyna
- Ekreskjeret
- Ertenskjera
- Ertenskjeret
- Espholmen
- Fjereidholmane
- Flatholmen
- Flogo
- Fuglaskjeret
- Galtaholmane
- Gangstøholmen
- Gaupo
- Geitanger / Geitung
- Geitarøyna
- Litla Geitarøyna
- Giljholmen
- Gloppholmen
- Glåmsnesskjeret
- Grisholmen
- Grotholmane
- Grønholmen
- Austre Gudlholmen
- Vestre Gudlholmen
- Gulholmen
- Gullo
- Gullskjeret
- Haganesholmen
- inste Hattholmen
- Ytste Hattholmen
- Nordre Havrøyane
- Havrøyna
- Hegrøyna
- Hella
- Hellersholmen
- Herboeskjeret
- Hero
- Hestholmen
- Austre Hestholmen
- Vestre Hestholmen
- Hestholmskjeret
- Hissøyna
- Hjartøyna
- Hjelmo
- Litla Hjelmo
- Hjeltholmen
- Holmen
- Huldholmen
- Håkjerholmen
- Nordra Høgeskjeret / Høgøyskjeret
- Høgholmen
- Høgøyna
- Høgøyskjera
- Illnesskaget
- Insteodden
- Kaggen
- Kallsøyane
- Kallsøyna
- Kattarholmen
- Kattarholmen
- Kiparholmen
- Kjeholmen
- Søre Kjeholmen
- Ytste Kjeholmen
- inste Kjeholmen
- Kjerringa
- Kjerringholmen
- Kluvikskjera
- Knappane
- Knappaskjeret
- Knutholmen
- Kobbholmen
- Krabbholmen
- Kristofferholmen
- Kråkøyna
- Kuskjera
- Kvalholmane
- Kvaløyna
- Kårmannsholmen / Konemannsholmen
- Laksaskjera
- Lambholmen
- Søra Lambøyna
- Nordra Lambøyna
- Langholmen
- Langøyna
- Leiholmen
- Litlaflågo
- Litleholmen
- Litlesotra
- Litløyna
- Ljøsøyna
- Lokøyberget
- Lokøy / Lokøyna
- Lueskjeret
- Lyngholmen
- Løno
- Madlevikskjeret
- Magerøyna
- Maiøyna
- Mannsholmen
- Midtholmen
- Midtskjeret
- Misje
- Molltveitholmen
- Molltveitholmen
- Monsholmen
- Mortholmen
- Møkalasset
- Narøyholmen
- Litla Narøyna
- Stora Narøyna
- Naustholmen
- Nordstøholmen
- Notholmen
- Nyingane
- Oddane
- Midtre Odden
- Vestre Odden
- Oksen
- Pollholmen
- Ramskorholmen
- Raunøyna
- Litle Raunøyna
- Ringaskjeret
- Ringholmen
- Risholmen
- Risøyna
- Rognkallen
- Romskorholmen
- Rumpetangen
- Rundholmen
- Ruo
- Råna
- Råskjeret
- Røyto
- Salen
- Salmonsholmen
- Samsholmen
- Sandskjera
- Sandøyna
- Nora Sandøyna
- Søra Sandøyna
- Sandøyskjera
- Sauaholmen
- Seiskjeret
- Sengholmen
- Skarholmane
- Austre Skjenholmen
- Vestre Skjenholmen
- Skogholmen
- Skolpen
- Skorholmen
- Skorpo
- Skotakylleren
- Skrubbholmen
- Skvetteskjeret
- Småholmane
- Småholmane
- Spjeldsøyna
- Stangarholmen / Stongarholmen
- Austre Steinsundholmen
- Vestre Steinsundholmen
- Storholmen
- Straumsholmane
- Svartaskjeret
- Svartskjera
- Svartskjeret
- Svekksteinen
- Svelgsholmen
- Syltøy / Syltøyna
- Synstholmen
- Søndagsholmen
- Terneskjeret
- Tjørneskjeret
- Tretteholmen
- Trettholmen
- Trosavikskjeret
- Turøy / Turøyna
- Litle Turøyna
- Tøkeskjeret
- Ullkoneholmane
- Vardøyna
- Vedarøyna
- Veløyna
- Verøyna
- Nordra Vikaskjeret
- Søra Vikaskjeret
- Vikholmen
- Litla Vindøyna
- Stora Vindøyna
- Vindøyskjeret
- Vonflua
- Vonfluholmen
- Nordre Vågholmen
- Søre Vågholmen
- Ytsteholmane
- Ådnholmen
- Årabrotholmen
- Åkravikholmen
- Ånesholmen
- Årebrotet

### Fusa - Nouvelle commune deBjørnafjorden
- Austestadholmane
- Bergeholmen
- Børøya
- Femangerholmen
- Fureholmen
- Fureskjerene
- Grunnesundsholmen
- Gåseskjeret
- Hatlemnesholmen
- Havskorholmen
- Holmefjordholmen
- Holsundøy
- Jutholmen
- Kjeholmen
- Klemensholmen
- Klurholmen
- Kyrkjeholmane
- Langskjeret
- Lauholmen
- Laukholmen
- Lindarsundholmen
- Munkholmen
- Prestaskjeret
- Russholmen
- Samnøyholmen
- Skarvaskjeret
- Skotaholmen
- Skotholmen
- Skåraholmen
- Stegleholmen
- Storholmen
- Sundvorøya
- Terneskjer
- Ternskjeret
- Tjøreholmane
- Tretteskjera
- Vetlaskjeret
- Vetleholmen
- Vinnesholmen
- Øyreskjeret
- Åmeskjeret
- Årlandsholmen

### Jondal - Nouvelle commune d'Ullensvang
- Storeklubben
- Herandsholmen
- Vesleklubben

### Kvam
- Augastadholmen
- Børsheimholmen
- Dragsholmen
- Dysvikeholmen
- Fureholmen
- Kvamsøy
- Larsaholmen
- Lingaholmen
- Nernesholmen
- Omaholmen
- Rossholmen
- Småholmane
- Vallandsholmane
- Vesleholmen
- Vetleholmen
- Øykalven

### Kvinnherad

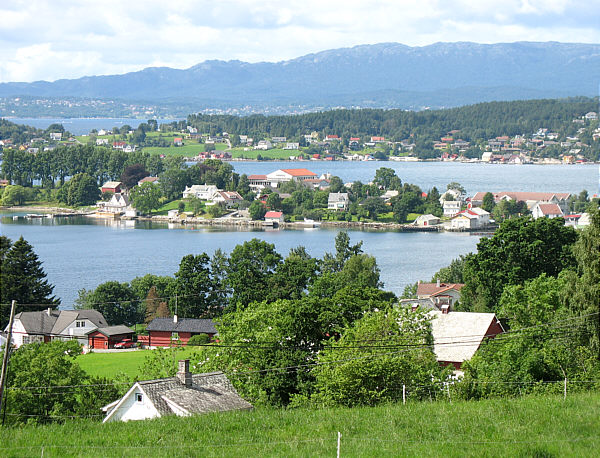
Halsnøy.

- Alsåkerskjeret
- Litle Arholmen
- Store Arholmen
- Bjellandsøyane
- Bjølleboholmen
- Bleikja
- Store Bleikje
- Litle Bleikje
- Bleikjo
- Blokkebærholmen
- Bongsen
- Borgundøy
- Brenneholmen
- Bukkaskjeret
- Eidsvikøy
- Eikholmen
- Fjeldbergøy
- Fjæreflua
- Flatholmen
- Nordre Flatholmen
- Søre Flatholmen
- Fluholmane
- Fureholmen
- Store Galten
- Gjerdsheimholmane
- Gjerdsholmen
- Grunnasundsholmen
- Grønviksholmen
- Halsnøy
- Heiaskjeret
- Herøy
- Hille
- Hillekalven
- Hillestadholmen
- Håholmen
- Ikornholmen
- Jektholmen
- Jetmundsholmen
- Kalven
- Kanelen
- Kapholmen
- Kattaholmen
- Nordre Kolsøya
- Søre Kolsøya
- Kråkeneset
- Kuholmen
- Kumla
- Kvimsen
- Kyrkjeholmen
- Langholmen
- Larsaskjeret
- Lauvøya
- Lille Lauvøya
- Store Lauvøya
- Lille Lykelsøya
- Store Lykelsøya
- Mekjersholmen
- Mælesskjera
- Nordhusøya
- Nordøya
- Ospholmen
- Pasholmen
- Raudholmane
- Rossnesholmen
- Røssaholmen
- Salsundholmen
- Sandvollholmen
- Sild
- Sjoholmane
- Lille Sjoholmen
- Skarvaskjeret
- Skorpo
- Skotaholmen
- Skottholmen
- Snilstveitøy
- Storeholmen
- Storholmen
- Sundnesøya
- Lille Svinøya
- Store Svinøya
- Svinøyklubben
- Synnøveholmen
- Sæbøholmane
- Sætersnesholmane
- Ternholmen
- Terøya
- Toftekalven
- Toftøya
- Torsøya
- Tråvikskjer
- Ungholm
- Ytre Valøya
- Varaldsøy
- Virdalsflua
- Vågsholmen
- Ytreholmen
- Ølfernesholmen
- Øvrabøholmen
- Åkresholmen
- Åmeholmen
- Åsgardsholmen

### Lindås - Nouvelle commune d'Alver
- Asgardholmane
- Asholmen
- Auso
- Austesundholmane
- Austreholmen
- Bjelkesundholmen
- Bjørnøyna
- Brakøyholmane
- Brakøyna
- Brandsholmen
- Brattholmen (Lindås)
- Brattholmen (Berfjord)
- Brunnslandsholmane
- Bukkholmen
- Bårdnesholmen
- Børo
- Børøyna
- Bøvikholmen
- Dragøyholmane
- Dragøyna
- Engholmen
- Flatskjera
- Fluøyna
- Furuholmen
- Gardsendholmen
- Garnhusholmen
- Geitøyna
- Glosholmen
- Granholmen
- Grønholmen
- Grøningen
- Grønøy
- Gulaskjeret
- Gulholmen
- Hamsholmen
- Haukøyna / Hokøy
- Herborgholmen
- Hestholmen
- Hillandskjera
- Hodnelandsholmane
- Hosøy
- Hundeskjeret
- Nordre Hånesholmen
- Søre Hånesholmen
- Håvarden
- Jektholmen
- Kaldnesholmane
- Kalløyna
- Kasteskjeret
- Keila
- Kjekalleholmen
- Kjøøyna
- Klammersholmane
- Klauvholmen
- Klovningane
- Klubben
- Klumpholmen
- Klungerholmane
- Kobbaskjeret
- Kobbeskjeret
- Kongsøyna
- Koparholmen
- Kråka
- Kuskjeret
- Kutangen
- Kvaløy
- Kvamsholmen
- Nordre Kvernhusholmen
- Søre Kvernhusholmen
- Kyrkholmen
- Kyrkjeskjeret
- Lamholmane
- Lamholmen
- Langholmen (Vabuvågen)
- Langholmen (Dyrkollneset)
- Langøyna
- Larsholmen
- Lausholmen
- Lauvholmen
- Lauvøyna
- Linekalven
- Litleholmen
- Litløyna
- Lurøykalven
- Lurøyna
- Lygra / Luro
- Lyngholmen
- Maråsskjeret
- Store Matholmen
- Litle Matholmen
- Morteskjeret
- Mosholmen
- Musholmane
- Naustholmen
- Naustskjeret
- Nordholmen
- Nordøyna
- Notholmen
- Notholmen (Kaland)
- Litle Notholmen
- Store Notholmen
- Nothusholmane
- Nothusholmen
- Ospholmen
- Osundholmen
- Paddøy
- Parisholmen
- Petterholmen
- Radøy
- Raudholmen
- Risholmen
- Risskjera
- Risøyna
- Rossholmen
- Salthusøyna
- Sandsholmen
- Sandsundholmen
- Skarveskjeret
- Skarvøyna
- Skjeltholmen
- Skjelvikholmen
- Skrubbholmen
- Småholmen
- Smørslikka
- Spjotøyna
- Storholmen
- Storskjeret
- Storøy
- Straumsøyna
- Sundsholmen
- Sævråsholmane
- Søreholmen
- Sørholmen
- Søskjeret
- Tennholmen
- Terneskjeret
- Ternholmane
- Tjuvholmen
- Toftingholmen
- Toppholmen
- Tosko
- Tunnholmen
- Turøyna
- Tveitøyna
- Tyborgøyna
- Uksebåsen
- Vetleholmen
- Vikaholmskjeret
- Vågsskjeret
- Øyeholmen
- Øyskjera
- Ådnøyna
- Ålesholmen
- Åmundsholmen
- Ångholmen
- Årsholmen

### Masfjorden
- Bergholmen
- Bleikeskjeret
- Dragseidholmen
- Dragøyna
- Duesundøyna
- Dyrøyna
- Litle Dyrøyna
- Fureholmen
- Garpenesholmen
- Geitarøyholmane
- Geitarøyna
- Grunnevikholmen
- Grunnholmen
- Haugsøyna / Hogsøy
- Herøyna
- Holsøya
- Hosøyna
- Litle Hosøyna
- Hånesholmen
- Høgholmen
- Ildalsholmen
- Julaftaholmen
- Kalven
- Kariholmen
- Kjeholmen
- Kjetteskjeret
- Kjeøyna
- Krabbeholmane
- Krossnesholmane
- Kvalen
- Kvamsøyna
- Langelotet
- Langøyna (Raunøyna)
- Lasseholmen
- Martaholmen
- Matresøyna
- Mollandsøyna
- Nordre Natholmane
- Søre Natholmane
- Naustholmen
- Nautesundholmen
- Notøyna
- Ongleholmen
- Pittholmane
- indre Raunholmen
- Ytre Raunholmen
- Raunøyna
- Riseskjeret
- Risnesholmen
- Skarholmen
- Skarvholmen
- Skrubbholmen
- Småholmane
- Solheimsøyna
- Staurøyna
- Staurøysundholmen
- Steinholmen
- Storholmen
- Svarteskjeret
- Terneskjeret

### Meland - Nouvelle commune d'Alver
- Flatøy
- Fløholmen
- Gutholmen
- Hatleholmen
- Havrøyna
- Hestholmen
- Hjeltholmen
- Holsnøy
- Illekastholmen
- Indreskjeret
- Kippevikholmen / Kjeppevikholmen
- Kvalen
- Kverna
- Lamholmen
- Leirholmen
- Litlalangøyna
- Lyngholmen
- Litla Lyrskjeret
- Stora Lyrskjeret
- Meholmen
- Mjelkevikholmen
- Mortholmen
- Odden
- Ospholmen
- Ringholmen
- Risholmen
- Saltholmen
- Sjurholmen
- Sjøholmen
- Skjeljeholmen
- Skorpo
- Skvettholmen
- Skålholmane
- Storalangøyna
- Storskjeret
- Trettholmen
- Vardholmen
- Ypso / Øpso

### Os - Nouvelle commune de Bjørnafjorden
- Alholmen
- Askvikeholmen
- Aumaskjeret
- Bjørnarøya
- Bleikja
- Brattholmen
- Store Brattholmen
- Brimsholmen
- Bruarøya
- Flatøya
- Forstrøno
- Furholmen
- Gangstøholmane
- Geitøya
- Gulaskjeret
- Gulholmane
- Haljemsøya
- Store Havreholmen
- Litle Havreholmen
- Store Hestholmen
- Litle Hestholmen
- Horneflesa
- Innerøyna
- Jonsholmen
- Kjeholmane
- Klammerskjeret
- Kløverholmen
- Kobbholmane
- Kuskjeret
- Kvitarskjeret
- Laksholmen
- Langøya
- Ytsta Langøya
- insta Langøya
- Lauvholmen
- Leieskjeret
- Leiholmane
- Lepsøya
- Lindholmen
- Lysøya
- Låtreskjeret
- Løholmen
- Mortholmen
- Naustholmen
- Notabuholmen
- Nova
- Porsholmane
- Ramsholmen
- Raudholmane
- Raudøya
- Rogamælsholmen
- Rundholmen
- Røtinga
- Sandholmane
- Sandsegene
- Sauøya
- Seinaskjeret
- Skeiholmen
- Skjerholmen
- Skorpo
- Skotøy
- Smørøya
- Splintholmen
- Stangholmen
- Storholmen
- Straumskjeret
- Strøno
- Størjepollholmen
- Sunnøya
- Teistane
- Ternøya
- Trollholmen
- Ullsundholmane
- Ytterøya

### Osterøy
- Dalsholmen
- Fjellskålholmen
- Geitrheimsholmane
- Hanstveitholmen
- Helldalsholmen
- Klungerholmen
- Kuskjæret
- Litleholmen
- Myraholmen
- Olsnesøyna
- Osterøy
- Stoholmen
- Storeholmen
- Storholmen
- Votleøyna

### Radøy - Nouvelle commune d'Alver
- Bognøy
- Toska

### Samnanger
- Flesjane
- Gaupholmen
- Notaholmen
- Pøyleholmen
- Vågaholmen

### Stord

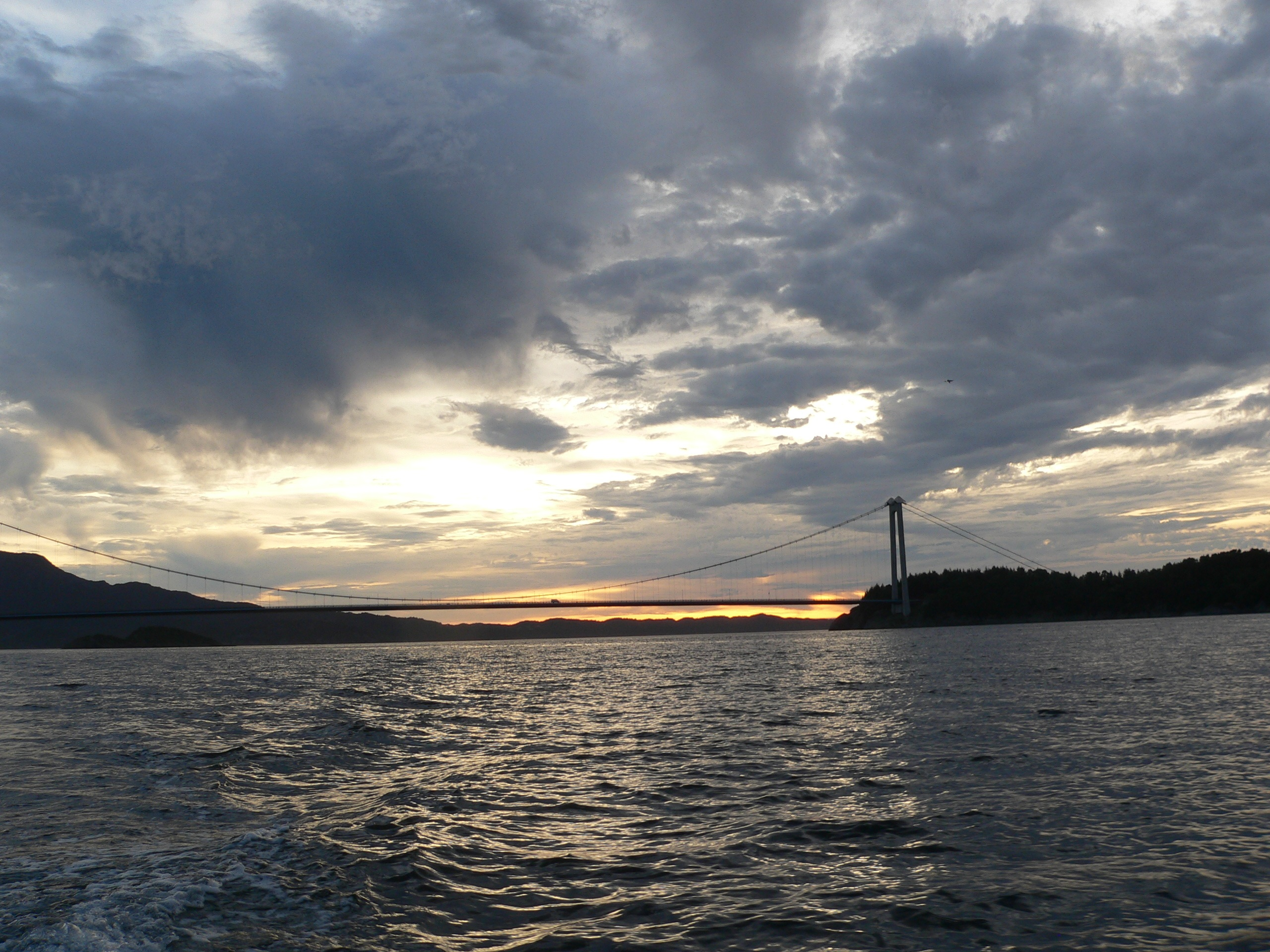
Føyno.

- Avløypet
- Brakaholmen
- Brandvikeholmen
- Brunsholmen
- Brumsholmtangane
- Eldøyane
- Flatholmen
- Fureholmen
- Føyno
- Huglo
- Husøy
- Husøyholmen
- Kapelholmen
- Kivikskjeret
- Klasen
- Klungerholmane
- Kuholmen
- Langaskjeret
- Litleholmen
- Litle Longkjølsholmen
- Store Longkjølsholmen
- Midtholmen
- Midtøy
- Nautøya
- Nordholmen
- Ramsholmen
- Risholmen
- Sagvågsbleikja
- Skjersholmane
- Slottet
- Slåtteholmen
- Storaskjeret
- Stord
- Storholmen
- Litla Storsøya
- Stora Storsøya
- Storøya
- Sæbøskjera
- Sørholmen
- Tingholmen
- Stora Tveitøy
- Valøy
- Ytstøy

### Sund - Nouvelle commune d'Øygarden
- Alvøyklubben
- Alvøyna
- Augnarholmen
- Ausa
- Avløypet
- Barden
- Barholmen
- Bjelkarøy-Buarøyna
- Bjelkarøy
- Bleikjena
- Bleikjo
- Brakholmen
- Brattholmen
- Brosma
- Bruarøyskjeret
- Buarøyna
- Bukken
- Store Bukken
- Børnevågsluten
- Båarskjeret
- Dotholmane
- Drevskjeret
- Døscherholmen
- Englebogskjeret
- Ertsenholmen
- Ertsenskjeret
- Firikviten
- Flatøyna
- Flatøyskjeret
- Litla Flatøyna
- Franskmannen
- Fyrholmen
- Færøyna
- Geitøyna
- Goltasteinen
- Grimsøyna
- Litla Gåsøyna
- Stora Gåsøyna
- Hella
- Horsøyna
- Horsøyskjeret
- Hufteskjera
- Huldholmen
- Håkholmen
- Høgholmen
- Nordre Høgholmen
- Søre Høgholmen
- Høylandsskjeret
- Jektefløytet
- Kjeholmen
- Kjelen
- Kjeøyna
- Klungerholmen
- Klungervågholmen
- Krekebærholmen
- Kubbholmane
- Kvannholmen
- Kverndalsholmen
- Store Kvernholmen
- Litle Kvernholmen
- Kvernholmskjera
- Kvitekuggen
- Inste Kvitholmen
- Kyrkjeholmen
- Litle Lambholmen
- Store Lambholmen
- Langaskjeret
- Langholmen
- Langøyholmen
- Langøyna
- Lauvholmen
- Vestra Lauvholmskjeret
- Lauvøyna
- Lerøy
- Liaholmane
- Liholmane
- Litlakinna
- Litlebukken
- Litlefugløyna
- Litleusholmen
- Lyngholmen
- Lyngøyna
- Lyrodden
- Malmen
- Mariholmen
- Matholmen
- Meholmen
- Mikkjelsøyna
- Myrbærholmen
- Store Måsholmen
- Litle Måsholmen
- Narøyna
- Nordøyna
- Notholmen
- Nordre Oddane
- Søre Oddane
- Ommundsholmen
- Rakken
- Litle Ramsholmen
- Store Ramsholmen
- Revnabergskjeret
- Ringen
- Litla Risøyna
- Stora Risøyna
- Risøyskjeret
- Rossmunnen
- Russholmen
- Sandskjera
- Sandøyna
- Seiskjeret
- Skarholmen
- Skarveskjeret
- Skarvøyna
- Skjegget
- Skjelevikholmen
- Skjenkjarane
- Skjerholmen
- Skogholmen
- Skrotten
- Småholmane
- Sotra
- Spildeholmen
- Nordre Spytøyna
- Søre Spytøyna
- Stekholmen
- Stekkholmen
- Stongholmen
- Storakinna
- Storaskjeret
- Storefugløyna
- Storeusholmen
- Nordre Stuvholmen
- Søre Stuvholmen
- Stykket
- Svanebåholmen
- Svartaskjeret
- Svartekuggen
- Svartholmen
- Austre Synstholmen
- Vestre Synstholmen
- Sængen
- Nordre Sørvikholmen
- Søre Sørvikholmen
- Teistholmen
- Tekslo
- Toftøya
- Tyssøy
- Tårnholmen
- Usholmane
- Valøyna
- Vardøyholmen
- Litla Vardøyna
- Stora Vardøyna
- Vibergholmen
- Voggeskjeret
- Ytstaskjeret
- Øyarholmen
- Ådnarholmen
- Litle Ådnarholmen
- Årsholmen

### Sveio
- Angarsholmen
- Anneholmen
- Asaleholmen
- Bjønsholmen
- Bjørnøya
- Bleika
- Bleikeholmen
- Bleikja
- Store Bloksen
- Litle Bloksen
- Nordre Brattholmen
- Søre Brattholmen
- Drångsøya
- Eikeholmen
- Einstapøy
- Flagholmen
- Flateholmen
- Flatøya
- Foreholmen
- Glitsholmen
- Grimsholmen
- Grunnasundsholmen
- Grønholmen
- Haugsgjerdeskjer
- Hjartholmen
- Holmen
- Hovdaholmen
- Husholmen
- Håkonsholmen
- Håskjeret
- Jonseteholmen
- Vestra Kalløya
- Austra Kalløya
- Kasteholmen
- Kjeholmen
- Kjellandskjeret
- Klubbøya
- Kråkeholmen
- Kråkeneset
- Kråkenesholmen
- Langebanen
- Likholmen
- Lindøya
- Longaskjer
- Lyngholmane
- Magerholmen
- Midtholmen
- Midvikøya
- Nappholmane
- Naustholmen
- Austre Naustholmen
- Vestre Naustholmen
- Peisarholmen
- Pæreholmen
- Rasmusholmen
- Ringholmen
- Risøya
- Rongskårholmen
- Ropusholmen
- Nordre Røykjenesholmen
- Søre Røykjenesholmen
- Sandholmen
- Seiskjer
- Skagaholmen
- Skarvaholmen
- Skiftesholmen
- Slåttholmen
- Smaløya
- Snøreholmen
- Staupsholmen
- Staurøya
- Steinholmane
- Storholmen
- Svartholmen
- Svartskjeret
- Ternholmen
- Tjernagelholmen
- Trettøya
- Tronnholmen
- Ulverakersbleika
- Volløya
- Øspholmen
- Årstadholmane

### Tysnes

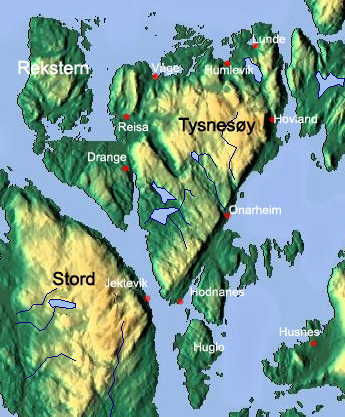
Carte de Tysnes.

- Alholmen
- Ariholmen
- Asalholmene
- Askilsholmen
- Bakkholmane
- Bergsholmen
- Stora Bjørnarøya
- Bleika
- Bleikja
- Bleikjo
- Brattholmen
- Litla Brunøya
- Stora Brunøya
- Brunøyholmen
- Bukkholmen
- Bålholmen
- Erleholmen
- Fjeraskjera
- Flataskjeret
- Flatholmen
- Flatøya
- Fluøyane
- Fluøyskjeret
- Fortøya
- Frukla
- Fureholmen
- Vesle Fureholmen
- Galanteholmen
- Geitanesholmen
- Geitholmen
- Gjerslingane
- Vesla Godøya
- Stora Godøya
- Godøysund
- Gripnesholmen
- Grunnasundholmen
- Gulholmen
- Gullholmen
- Gullstoveskjeret
- Gåsholmane
- Hamnaholmen
- Helgestein
- Hestholmen
- Holmen
- Horso
- Store Hånesholmen
- Høgeholmen
- Høgseto
- Hønsaholmen
- Instøy
- Jonaholmen
- Kattholmen
- Kjeaviksholmen
- Kjeholmen
- Klinkholmen
- Kloholmen
- Klubben
- Klubbholmen
- Klungerholmen
- Knappaskjera
- Koløya
- Kommandøren
- Kråka
- Kuholmen
- Kvannrotskjera
- Kvernavikholmen
- Kyrholmen
- Kyrkjeholmen
- Lamøya
- Langholmen
- Langøya
- Larsaholmen
- Laukholmen
- Lauvholmen
- Leirvikeskjeret
- Lindarholmen
- Lindholmen
- Litlavernøya
- Litleholmen
- Lungerskjeret
- Lyngøya
- Litla Marøya
- Stora Marøya
- Mattisholmen
- Maurholmen
- Midtholmen
- Midtvågeholmen
- Midtøya
- Mortholmen
- Nesjaholmen
- Nesøya
- Nilsholmen
- Nordskjeret
- Notaskjeret
- Olderholmen
- Ospholmen
- Petersholmen
- Pettersholmen
- Påskeholmen
- Raftaholmen
- Rasmusholmen
- Ratholmen
- Reksteren
- Rokken
- Rundeholmen
- Rundholmen
- Rusøya
- Sandholmen
- Sandsøya
- Sauholmen
- Seiaholmane
- Seløya
- Skarvaskjeret
- Skatetangen
- Skiftesholmen
- Skipaholmen
- Skjeljavikholmen
- Skjellandsholmen
- Skoraholmen
- Skorpo
- Småholmane
- Småskjeret
- Solstråleøya
- Sommarøya
- Staurvikholmen
- Storeholmen
- Storholmen
- Straumaneset
- Sundaholmen
- Svartaskjeret
- Sveholmen
- Sveinaholmen
- Sørboskjeret
- Sørvågsholmen
- Teistholmen
- Teistøya
- Terneskjeret
- Tjuvholmen
- Tjøreholmen
- Tolløy
- Tretteskjeret
- Trettholmen
- Trædsholmen
- Tysnesøy
- Tyttebærholmen
- Urholmen
- Vattarøya
- Vernøya
- Vesla-Bjørnøy
- Vesleholmen
- Litla Vesøya
- Stora Vesøya
- Vågsholmen
- Øskja
- Ånuglo
- Årbakkaholmen

### Ullensvang
- Kvalvikskjeret
- Holmen
- Mågemagen

### Ulvik
- Snauholmen

### Vaksdal
- Gulløyna
- Holmen
- Høymolegrangen
- Kallandsholmen
- Kvamsholmen
- Osterøy
- Skjøret

### Øygarden
- Alvøy
- Andersholmane
- Annarholmen
- Store Auskjeret
- Austevågen
- Basholmen
- Bjørnøykalven
- Bjørnøyna
- Bleikenøvlingen
- Indre Blomholmen
- Vestre Blomholmen
- Blomøy
- Søre Bobbeskjeret
- Bolleflesa
- Bolleskjera
- Bollholmen
- Braken
- Brunskjeret
- Bruskjeret
- Buholmen
- Bunesholmane
- Bårøyna
- Bægjet
- Børsholmen
- Doleskjera
- Dåvøyna
- Flataflesa
- Flataskjeret
- Flatflesskjeret
- Flatholmen
- Flatskjeret
- Flatøyna
- Flesene
- Frukletten
- Fruklettskjeret
- Frøo
- Frøskjeret
- Furholmen
- Førehjelmo
- Førskjeret
- Galten
- Gangholmen
- Gangvarskjeret
- Geitingen
- Gjesholmen
- Greipingen
- Greipingskjeret
- Grotholmen
- Lisle Grøningen
- Store Grøningen
- Gudmundsskjeret
- Gula skjeret
- Gulaskjeret
- Gygersholmane
- Halvgjengsskjera
- Hattøyna
- Heggholmen
- Heggøyna
- Hellerholmen
- Store Helleskjeret
- Lisla Helleskjeret
- Hellesøy
- Herdleværet
- Hernar
- Hestholmen
- Hjartøyna
- Hjelteskjeret
- Holmen grå
- Hopøyna
- Horsøyna
- Humresvaene
- Husholmen
- Håskjeret
- Høgenøvlingen
- Høgholmen
- Høgskjeret
- Illnova
- Ingeborgskjeret
- Midtre Inneskiten Søre
- Nordre Inneskiten
- Insteholmen
- Ivarsholmen
- Joholmen
- Lisla Jona
- Jonholmen
- Store Jøgersholmen
- Litle Jøgersholmen
- Kallskjeret
- Kalvøyna
- Kastholmen
- Nordra Katteskjeret
- Søra Katteskjeret
- Kattholmen
- Kista
- Kjeholmen
- Kjerringholmen
- Kjeøyna
- Kleivskjera
- Klubbeskjera
- Kollsøyna
- Kollsøyskjera
- Kortknappskjeret
- Kristiansholmen
- Kråka
- Nordre Kråka
- Søra Kråka
- Kråkelåten
- Kråkelåtskjera
- Kråskjeret
- Krækjebærholmen
- Kuholmen
- Kvalskjeret
- Kvannholmen
- Kvernholmen
- Kyrkjøyna
- Lamholmen
- Lammenøvlingen
- Lamøyna
- Langeskjera
- Langeskjeret
- Langetåna
- Langøyna
- Langøyskjeret
- Lislaskora
- Lislesængen
- Lislodden
- Ljøsøyna
- Luseskjeret
- Lyngøyna
- Lisla Lyngøyna
- Lyrskjeret
- Nordre Låven
- Søre Låven
- Makrellgarnskjeret
- Nordre Marholmen
- Søre Marholmen
- Martinusholmen
- Merkesholmen
- Merkesteinen
- Midtkråko
- Midtskjera
- Midtvågskjera
- Mikkjelsboskjeret
- inste Myrbærholmen
- Maiøyna
- Narøyna
- Nautøyna
- Søra Nautøyna
- Nordra Nautøyna
- Nesulløyna
- Nesøyna
- Nordaskjeret
- Nordraskjeret
- Nordreholmen
- Nordskjeret
- Nordøyna
- Noteskjeret
- Notskjera
- Nova
- Nåla
- Odden
- Austre Odden
- Onglevadskjeret
- Ono
- Otterholmen
- Oøy
- Penakken
- Penesøyna
- Pløsen
- Pløseskjera
- Porsholmen
- Rambogskjeret
- Rekenakken
- Ringholmen
- Risholmen
- Rongøy
- Rossøyna
- Rotevågsøyna
- Rotøykalven
- Rotøyna
- Lisla Rotøyna
- Insta Rotøyskjeret
- Midtra Rotøyskjeret
- Ytsta Rotøyskjeret
- Råna
- Nordre Rønholmen
- Søre Rønholmen
- Nordre Salen
- Søre Salen
- Sanden
- Sandknappen
- Sandskjeret
- Sauøyna
- Seggvollen
- Seiflua
- Seiskallen
- Stora Seiskjeret
- Selsodden
- Selsøyna
- Seløy
- Senholmen
- Simonskjeret
- Sjurholmen
- Sjåholmen
- Sjånesholmen
- Skarholmen
- Skarveskjeret
- Skarvøyna
- Skarvøyskjera
- Nordra Skjeret
- Skjoldøyna
- Skoddeskjera
- Skogsskjera
- Skogsøyna
- Nordra Skreiskjeret
- Søra Skreiskjeret
- Skræmo
- Skårpen
- Smakka
- Smakkeskjeret
- Småkråka
- Småskitholmen
- Stakksboen
- Stakksøyna
- Stongholmen
- Storakråka
- Storeholmen
- Storeskitholmen
- Storesængsskjeret
- Storflesa
- Storholmen
- Storodden
- Storskora
- Storsængen
- Straumøyna
- Stridsholmen
- Sukkebåskjera
- Sulo
- Svana
- Svanena
- Stora Svartaskjeret
- Svartbaken
- Svarteklubben
- Svartskjeret
- Svelingen
- Svintræholmane
- Syrholmen
- Såtefluene
- Såto
- Sængen
- Sængen (Kollsøyna)
- Søreholmen
- Tangen
- Teistholmen
- Terneholmen
- Terneskjeret
- Terneskjeret (Kjeholmen)
- Tika
- Tjeldstøholmen
- Toftholmane
- Toftøy
- Topteskjeret
- Torkjellholmen
- Trettholmen
- Trollholmen
- Nordra Trælevikskjeret
- Søra Trælevikskjeret
- Tvisloket
- Store Ullebroten
- Lisle Ullebroten
- Ulløyna
- Ulvøyna
- Utfarskjeret
- Vadholmen
- Vangskjeret
- Vardnesholmane
- Vassgeitingen
- Vassholmen
- Vessjone
- Æskjeret
- Søra Øygardsskjeret
- Nordra Øygardsskjeret
- Øyskjeret